# El Sena
El Sena (auch nur: Sena) ist eine Ortschaft im Departamento Pando im Tiefland des südamerikanischen Anden-Staates Bolivien.

## Lage im Nahraum
El Sena ist der zentrale Ort des Municipios Sena in der Provinz Madre de Dios und liegt auf einer Höhe von 171 m am rechten, südlichen Ufer des Río Manupare in der direkten Nähe zu dessen Mündung in den Río Madre de Dios, der sich 224 Kilometer flussabwärts bei Riberalta mit dem Río Beni vereinigt.

## Geographie
Die Ortschaft El Sena liegt im bolivianischen Teil des Amazonasbeckens im nördlichen Teil des Landes, etwa 120 Kilometer Luftlinie südlich der Grenze zu Brasilien.
Die mittlere Durchschnittstemperatur der Region liegt bei 27 °C und schwankt nur unwesentlich zwischen gut 25 °C im Juni/Juli und 28 °C von September bis November (siehe Klimadiagramm Sena). Der Jahresniederschlag beträgt etwa 1.750 mm, bei einer ausgeprägten Trockenzeit von Juni bis August mit Monatsniederschlägen unter 35 mm und einer Feuchtezeit von Dezember bis März mit Monatsniederschlägen von mehr als 200 mm.

## Verkehrsnetz
El Sena liegt in einer Entfernung von 250 Straßenkilometern südöstlich von Cobija, der Hauptstadt des Departamentos, an einem wichtigen Flussübergang.
El Sena liegt an der 370 Kilometer langen Nationalstraße Ruta 13, die von Cobija aus nach Osten bis nach El Triangulo (El Choro) führt, von wo aus das restliche bolivianische Nationalstraßennetz erreichbar ist. Von Cobija aus durchquert die Ruta 13 unter anderem Porvenir, Puerto Rico, wo sie den Río Orthon überquert, El Sena, wo der Río Madre de Dios über eine Brücke überquert wird und Peña Amarilla am Río Beni.

## Bevölkerung
Die Einwohnerzahl der Ortschaft ist in den vergangenen beiden Jahrzehnten auf mehr als das Zehnfache angestiegen:
| Jahr | Einwohner | Quelle       |
| ---- | --------- | ------------ |
| 1992 | 214       | Volkszählung |
| 2001 | 924       | Volkszählung |
| 2012 | 2 587     | Volkszählung |
| 2024 |           | Volkszählung |

Der Alphabetisierungsgrad bei den über 6-Jährigen im Municipio Sena war von 80,1 Prozent (1992) auf 85,8 Prozent angestiegen, die Lebenserwartung der Neugeborenen betrug 54,9 Jahre, die Säuglingssterblichkeit war von 8,6 Prozent (1992) auf 10,0 Prozent im Jahr 2001 angestiegen.
99,5 Prozent der Bevölkerung des Municipio Sena sprechen Spanisch, 1,6 Prozent sprechen indigene Sprachen. (2001)